# در بروژ
در بروژ (به انگلیسی: In Bruges) فیلمی به کارگردانی و نویسندگی مارتین مک‌دونا محصول سال ۲۰۰۸ بریتانیا و آمریکا است. در این فیلم، کالین فارل و برندان گلیسون در نقش دو قاتل مخفی بازی می‌کنند و رالف فاینس رئیس آن‌هاست. اتفاقات فیلم در شهر بروژ در کشور بلژیک رخ می‌دهد.

## داستان
دو گنگستر به نام‌های ری و کن به دستور رئیسشان هری به شهر بروژ در بلژیک می‌آیند. هر چند که هنوز مأموریت آنها مشخص نشده‌است. آنها چند روز در بروژ می‌مانند. کن پیر از به بروژ آمدن خشنود است؛ ولی ری فکر می‌کند که بروژ جای مزخرفی می‌باشد.
ری در بروژ عاشق دختری به نام کلوئه می‌شود و وقتی می‌روند که شام بخورند، هری به کن که تنها مانده تلفن می‌زند و می‌گوید که آنها برای چی به بروژ آمده‌اند. در گذشته ری تصادفاً به یک کودک شلیک کرده بود. از این اتفاق هم ناراحت بود. وقتی این خبر به گوش هری رسید، او برنامه قتل ری را ریخت. حالا هری به کن می‌گوید که طبق پایبندهای اخلاقی او هرکس که کودکی را بکشد، باید بمیرد. او به کن دستور قتل ری را می‌دهد.
در پایان کن به ری می‌گوید که تمام دلیل آمدن به بروژ قربانی کردن اوست. او ری را با قطار به انگلستان می‌فرستد هرچند که ری بازمی‌گردد. کن به هری می‌گوید که ری فرار کرده‌است. هری عصبانی شده و به بروژ می‌آید و به کن تیراندازی می‌کند. کن نیمه جان خودش را از بالای برج پرت می‌کند. ری که تازه به بروژ برگشته بود و با کلوئه داشت زیر برج غذا می‌خورد جسد کن را می‌بیند. هری نیز ری را دیده و به‌دنبال او می‌افتد. سپس هری، به ری سه گلوله شلیک می‌کند. اما یکی از گلوله‌ها به مرد کوتاه قامتی اصابت می‌کند و هری به اشتباه فکر می کندکه کودکی را کشته است و طبق پایبند اخلاقی خود، خودش را می‌کشد.

## بازیگران
- کالین فارل در نقش ری.
- برندن گلسون در نقش کن.
- رالف فاینس در نقش هری.
- کلیمانس پوزی در نقش کلوئه.
- جوردن پریتیس در نقش جیمی کوتوله.
- ژرمی رنیر در نقش اریک.
- تکلا رویتن در نقش ماری.
- آنا مادلی در نقش دنیس.
- الیزابت برینگتون در نقش ناتالی واترز.
- اریک گودون در نقش یوری.
- ژلیکو ایوانک در نقش مرد کانادایی.
- کیران هایندز در نقش کشیش.

## جوایز
در بروژ یکی از تحسین شده‌ترین فیلم‌های سال ۲۰۰۸است. فیلم برنده بهترین فیلمنامه اورجینال در جوایز بفتا شده‌است. در بروژ در مقطع گلدن گلوب نامزد بهترین فیلم کمدی یا موزیکال گلدن گلوب شد و کالین فارل توانست جایزه گلدن گلوب بهترین بازیگر مرد در بخش کمدی و موزیکال را برنده شود. این فیلم همچنین نامزد جایزه بهترین موسیقی در مراسم اسکار بود که موفق به دریافت آن نشد. همچنین بسیاری بازی کالین فارل در نقش ری را ستایش کرده‌اند.